# Alyssa Ogawa
Alyssa Ogawa is een personage uit de televisieserie Star Trek: The Next Generation. Alyssa Ogawa werd gespeeld door Patti Yasutake.

## Alyssa Ogawa
Alyssa Ogawa was de hoofd-assistente van dr. Beverly Crusher aan boord van de USS Enterprise NCC-1701D. Ze kwam aan boord in 2367 als ensign (laagste officiersrang). Ze was een vriendin van dokter Crusher en hielp haar met een illegale autopsie in 2369, waarmee ze haar carrière op het spel zette. Dit bleef (voor beiden) zonder gevolgen en in 2370 werd ze gepromoveerd tot luitenant. Wanneer de dokter afwezig was deed zij verslag aan de hogere officieren. Ze was getrouwd met Andrew Powell en had één kind.

## Alternatieve Alyssa Ogawa
In een alternatieve kwantumrealiteit in 2370 stond dokter Ogawa aan het hoofd van de medische afdeling van de Enterprise. In deze alternatieve realiteit was Geordi La Forge omgekomen bij een Cardassiaanse aanval.